# Augustin Royer
Augustin Royer (fl. XVII secolo) è stato un astronomo francese vissuto ai tempi di Luigi XIV.
Nel 1679 pubblicò un atlante celeste; oltre alle 48 costellazioni di Tolomeo e a quelle introdotte da astronomi più recenti come Plancius, ne creò lui stesso due in onore del suo protettore Luigi XIV: il Giglio, emblema della Francia, e lo Scettro e Mano della Giustizia, simboli del potere reale.
Nessuna di queste costellazioni, però, è giunta ai giorni nostri.
Royer viene spesso citato come l'ideatore della costellazione della Colomba con stelle appartenute in precedenza al Cane Maggiore e della Croce del Sud con stelle che erano prima attribuite al Centauro, ma entrambe le costellazioni erano già state create (e raffigurate) nel 1589 e 1592 da Petrus Plancius.